# Petersboro
Petersboro és una concentració de població designada pel cens dels Estats Units a l'estat de Utah. Segons el cens del 2000 tenia 230 habitants.

## Demografia
Segons el cens del 2000, Petersboro tenia 230 habitants, 69 habitatges, i 60 famílies. La densitat de població era de 4,1 habitants per km².
Dels 69 habitatges en un 52,2% hi vivien nens de menys de 18 anys, en un 71% hi vivien parelles casades, en un 7,2% dones solteres, i en un 13% no eren unitats familiars. En l'11,6% dels habitatges hi vivien persones soles el 4,3% de les quals corresponia a persones de 65 anys o més que vivien soles. El nombre mitjà de persones vivint en cada habitatge era de 3,33 i el nombre mitjà de persones que vivien en cada família era de 3,62.
Per edats la població es repartia de la següent manera: un 38,7% tenia menys de 18 anys, un 7% entre 18 i 24, un 23,5% entre 25 i 44, un 20,9% de 45 a 60 i un 10% 65 anys o més.
L'edat mediana era de 32 anys. Per cada 100 dones de 18 o més anys hi havia 107,4 homes.
La renda mediana per habitatge era de 61.250 $ i la renda mediana per família de 66.250 $. Els homes tenien una renda mediana de 51.964 $ mentre que les dones 28.750 $. La renda per capita de la població era de 17.850 $. Cap de les famílies estaven per davall del llindar de pobresa.